# Prohesperocyon wilsoni
Prohesperocyon wilsoni és una espècie extinta de mamífer carnívor de la família dels cànids descrita per Gustafson el 1986. Es tracta de l'única espècie del gènere Prohesperocyon.
P. wilsoni vivia a la zona que actualment és el sud-oest de Texas durant l'Eocè superior, fa aproximadament 40 milions d'anys.